# Орловка (Запорожская область)
Орло́вка (укр. Орлівка) — село,
Орловский сельский совет,
Приморский район,
Запорожская область,
Украина.
Код КОАТУУ — 2324884201. Население по переписи 2001 года составляло 862 человека.
Является административным центром Орловского сельского совета, в который, кроме того, входит село 
Райновка.

## Географическое положение
Село Орловка находится на левом берегу реки Лозоватка, которая через 4 км впадает в Азовское море,
выше по течению на расстоянии в 11 км расположено село Лозоватка.
Рядом проходит автомобильная дорога М-14 (E 58).

## История
- Вблизи села раскопан курган с остатками погребений эпохи бронзы (II тысячелетие до н. э.). Сохранились также остатки пяти поселений скифо-сарматских времен (IV—II вв. до н. э.).
- 1861 год — дата основания как село Ново-Александровка на месте ногайского поселения Сусакан крестьянами из села Поповки Бердянского уезда, а также переселенцами из Орловской и Тамбовской губерний[2].

## Экономика
- Вокруг села несколько баз отдыха.

## Объекты социальной сферы
- Школа.
- Детский сад.
- Дом культуры.
- Больница.